# Isotrias martelliana
Isotrias martelliana is een vlinder uit de familie bladrollers (Tortricidae). De wetenschappelijke naam is voor het eerst geldig gepubliceerd in 1990 door Trematerra.
De soort komt voor in Europa.